# آنوبون
استان آنوبون (به لاتین: Annobón Province) یک استان در گینه استوایی است.